# Villa Wolkonsky
Villa Wolkonsky är en villa i Rom. Den uppfördes omkring år 1830 för den ryska författaren och salongsvärden Zinaida Volkonskaja, som bodde där till sin död. Numera utgör villan den brittiske ambassadörens officiella residens.
År 1920 såldes villan och blev Tysklands ambassad. Efter Roms befrielse 1944 övertogs villan av italienska staten. Storbritannien inköpte villan år 1951.
På villans område finns bland annat ruinerna efter Tiberius Claudius Vitalis kolumbarium från första århundradet efter Kristus.

### Webbkällor
- ”Villa Wolkonsky” (på italienska). info.roma.it. Arkiverad från originalet den 15 februari 2021. https://archive.md/NgnMx. Läst 15 februari 2021.
- Detailed history of Villa Wolkonsky